# Benoît Cheyrou
Benoît Cheyrou (Suresnes, Francia, 3 de mayo de 1981) es un exfutbolista francés. Jugaba de centrocampista. También fue entrenador de Juveniles del Toronto Football club

## Biografía
Benoît Cheyrou, que juega de centrocampista, aunque a veces actúa como defensa, es un futbolista francés. Comparte profesión con su hermano Bruno Cheyrou, que milita actualmente en el Stade Rennes.
Empezó su carrera profesional en 1999 en el Lille OSC. Ese mismo año ayuda a su equipo a ascencer a la Ligue 1. Debuta en esta competición el 6 de septiembre de 2000 en el partido SCBastia 1-0 Lille OSC.
En 2004 ficha por el AJ Auxerre. Con este equipo se proclama campeón de la Copa de Francia en su primera temporada. En verano perdió la Supercopa contra el Olympique Lyonnais por cuatro goles a uno.
El 21 de junio de 2007 firma un contrato con  el Olympique de Marseille, club que realizó un desembolso económico de 5 millones de euros para poder hacerse con sus servicios.
En 2015 ficha con el Toronto Football club, pero en 2018 anunció su retirada luego de tres años jugando con el equipo canadiense. 

### Debut como entrenador
_ Cheryou luego de retirarse como futbolista, fue designado como entrenador de Juveniles del Toronto Football club, cargo en el que se mantuvo por 2 días. 
Actualmente está sin equipo.

## Selección nacional
Cheryou no debutó con la selección absoluta, aunque sí con las inferiores. Ganó el Campeonato Europeo de la UEFA Sub-19 con la Selección francesa sub-19 en 2000.

## Clubes
| Club                   | País    | Año         | Partidos | Goles |
| Lille OSC              | Francia | 1999 - 2004 | 100      | 2     |
| AJ Auxerre             | Francia | 2004 - 2007 | 98       | 6     |
| Olympique de Marseille | Francia | 2007 - 2014 | 154      | 17    |
| Toronto FC             | Canadá  | 2015 - 2018 | 3        | 0     |

## Títulos
- 1 Campeonato Europeo de la UEFA Sub-19 (Selección francesa sub-19, 2000)
- 1 Copa de Francia (AJ Auxerre, 2005)
- 1 Copa de la Liga (Olympique de Marseille, 2010)
- 1 Liga francesa (Olympique de Marseille, 2010)
- 1 Supercopa de Francia (Olympique de Marseille, 2010)
- 1 Mastre d'Or (Olympique de Marseille, 2014)